# 磯野正典
磯野 正典（いその まさふみ、1956年3月17日 - ）は、東京都出身の社会学者。金城学院大学教授。専門は情報学、社会学、地域研究。元東海テレビ放送の社員であり、アナウンサー、アナウンス副部長、編成局次長、秘書部長、コーポレート戦略部長、経営企画局次長、東海ビジネスドットコム、東海テレビ社会人フェローの会事務局長等を務めた。

## 来歴・人物
東京都練馬区に生まれ、保谷市（現：西東京市）で育つ。日本大学卒業後、1978年4月に東海テレビに入社。アナウンサー時代には、主にスポーツ番組・報道番組・自社製作のローカル番組を担当。
学生時代から外交評論家・小山房二に師事し、ジャーナリズムを学ぶ。趣味は剣道で、3段の腕前。
東海テレビ入社後、全国ネットの『プロ野球中継』や『プロ野球ニュース』を担当した。中でも新体操の実況は日本での草分け的存在となり、山﨑浩子らによるブームの火付け役となる。スポーツアナウンサーとしては同局アナウンサーの吉村功の後継者としての期待が高かったが、1986年からは早朝のニュース番組『FNN東海テレビモーニングコール』でキャスターを務めるなど多くの番組を担当した。
1990年からは同局がいわゆるいちご世代（団塊ジュニア）向けに企画・製作した夕方の情報番組『パコ2CH あ・きすとぜねこ』でキャスターを担当した。番組内ドラマにも出演し、番組の関連書籍や関連CDをリリースするなどした。また、プロデューサーとして和泉修、うじきつよし、久宝留理子、清水圭、関ゆみ子、ハイヒールリンゴ、吉田建らをゲストキャスターに起用し、彼らが後に東京で活躍する下地を作ったといわれている。
その後、『FNN東海テレビスーパータイム』（土曜）、『中日新聞テレビ日曜夕刊 FNN』などを担当し、東海テレビでは西澤信正と並ぶ報道番組のトップキャスターになった。モンゴル大統領との単独会見や金大中の訪朝発言もスクープした。1994年4月26日、名古屋空港で中華航空機の台北発名古屋行きエアバスA300-600R型機（CI-140便）が滑走路南端着陸帯に墜落炎上した中華航空140便墜落事故では、現場から目撃者からの事故発生状況をリポートした。墜落翌日の早朝には『めざましテレビ』で墜落機からわずか数十メートルの地点から生中継を行い、全国に機体の残骸の生々しい映像を放送した。これは無線による映像中継技術を用いた方法で放送したものであったことが、テレビ放送技術大会で明らかになった。この際、他局には気づかれないように深夜に機材を搬入していたことも伝わっている。
1995年からは報道番組『週刊ニュース工房』のメインキャスターとなり、評論家の小中陽太郎とともに活躍した。
1999年に秘書部長に異動。翌年に、民間ベンチャー支援機関東海ビジネスドットコムをUFJ銀行・監査法人トーマツ・中日新聞とともに設立する中心的役割を果たした。その後、マルチメディア関連の部長や経営企画部門を歴任した。
番組以外でも中日劇場公演の同社テレビドラマを舞台化した『名古屋嫁入り物語』ではラジオの野球実況アナウンサー役で声の出演をしているほか、ビールのCMで後輩アナウンサーの中村昌秀と上司 - 部下の役柄で共演した。メディア研究や障害者の情報問題活動家としても知られ、1992年には国際キワニス社会公益賞を受賞。音声訳許諾マークの「アイマーク」を普及させ、視覚障害者の映画鑑賞を支援する劇場内音声ガイドを吉村功と開発した。また、ベンチャービジネスに関連して、メディアビジネスを中心に各種セミナーのコーディネーターとして活動している。
民間放送事業をメディア学分野から研究し、地域情報化社会とメディアの関係や放送理念に関する研究発表をしている。1999年には名古屋大学大学院多元数理科学研究科で修士（数理学）、2005年には名古屋大学大学院国際言語文化研究科で博士（学術）を取得。2011年から現職。2016年情報文化学会学会賞受賞。2024 年名古屋大学大学院経済学研究科招聘教員、ムハマディア大学客員教授就任(外国語教育学部日本語学科・コミュニケーション学科外国人教授)。2025年5月からシンガポール・ジョグジャカルタ市に移住。
大塚範一と親交があり、NHK名古屋放送局時代にともにスポーツ担当をしていた間柄である。その後、大塚は同局のバラエティ番組に出演している。

## 過去の担当番組
- プロ野球ニュース
- てれび博物館
- 中央競馬ダイジェスト
- ヒロミツのスーパードラゴンズ
- エキサイティング競馬
- FNN東海テレビモーニングコール
- FNN東海テレビスピーク
- パコ2CH あ・きすとぜねこ
- FNN東海テレビスーパータイム
- 中日新聞テレビ日曜夕刊 FNN
- 名古屋ニューアングル
- さわやかフライデー
- 三枝の情報生テレビ うわさのミミンバ!
- 週刊ニュース工房
- 音楽村
- 独占ドラゴンズ情報

## 主な実況歴
- きさらぎ賞（1983年）
- 中日新聞杯（1981年）

## 著書
- 朗読ボランティアガイドブック I / II / III （発行 - 社会福祉法人 東海テレビ福祉文化事業団）
- あきすとぜねこの本 ― パコパコチャンネル（1991年9月発売、発行 - 名古屋流行発信、ISBN 978-4890400065）
- 100%放送中（1992年3月発売、発行 - リバティ書房、ISBN 978-4947629425）
- 草原の少女オユンナ ― 時を超えた歌ごえ（1994年12月発売、発行 - リバティ書房、ISBN 978-4947629692）
- 子供は地球のヒーローだ ― ジョンさんちの子育て・磯野家の子育て（1996年4月発売、発行 - リバティ書房、ISBN 978-4947629838） - ジョン・ギャスライトとの共著。
- 地方分権とローカルテレビ局 ― データ放送による地域情報配信（2010年3月発売、発行 - 文眞堂、ISBN 978-4830946684）

## 楽曲プロデュース
- 恋の占い（1991年4月21日発売、発売元 - ポニーキャニオン、歌 - チームあきすとぜねこ、作詞 - 磯野正典、作曲 - うじきつよし、編曲 - 岩田光司）